# احمدآباد علیا (نهاوند)
احمدآباد علیا، روستایی از توابع بخش خزل شهرستان نهاوند در استان همدان ایران است.

## جمعیت
این روستا در دهستان خزل شرقی قرار دارد و براساس سرشماری مرکز آمار ایران در سال ۱۳۹۵، جمعیت آن ۹۶ نفر (۲۹خانوار) بوده‌است.